# Хад (филм)
Хад (енгл. Hud) је амерички вестерн филм из 1963. године, режисера Мартина Рита са Полом Њуманом, Мелвином Дагласом, Патришом Нил и Брендоном де Вајлдом у главним улогама. Филм су продуцирали Рит и Њуманова недавно основана компанија, Salem Productions, и био је њихов први филм за Paramount Pictures. Хад је сниман на локацији у тексашком Пенхендлу, као и у Клоду у Тексасу. Сценарио су написали Ирвинг Раветч и Харијет Френк Мл. на основу романа Коњаник, прођи Ларија Макмертрија. Насловни лик филма, Хад Бенон, био је споредан лик у оригиналном сценарију, али је унапређен у главну улогу. Са својим главним ликом антихеројем, филм је касније описан као ревизионистички вестерн.
Филм се фокусира на текући сукоб између принципијелног патријарха Хомера Бенона и његовог бескрупулозног и арогантног сина Хада, током избијања слинавке и шапа, што доводи у опасност породични сточни ранч. Лони, Хомеров унук и Хадов нећак, ухваћен је у сукобу и приморан да одабере кога ће следити.
Филм је премијерно приказан на Међународном филмском фестивалу у Венецији, и остварио је критички и комерцијални успех по свом биоскопском издању. Био је номинован за седам Оскара, а освојио три; Патриша Нил је освојила оног за најбољу глумицу, Мелвин Даглас за најбољег споредног глумца, а Џејмс Вонг Хау за најбољу црно-белу фотографију. Критичари су похвалили Хоуову употребу контраста за стварање простора и његов избор црно-белог формата. У каснијим рецензијама, филм је добио додатне похвале. Године 2018, Конгресна библиотека је уврстила филм у Национални регистар филмова.

## Радња
Хад Бенон је амбициозан и егоцентричан, сушта супротност свом дубоко принципијелном оцу ранчеру Хомеру. На ранчу Бенонових такође живи Хадов нећак тинејџер, Лони, који се угледа на обојицу, али га Хад највише импресионира. Лонија и Хада привлачи њихова домаћица Алма. Иако јој се свиђа Хад, Алма се држи на дистанци јер су је у прошлости малтретирали мушкарци попут њега.
Након изненадне, необјашњиве смрти једне краве на ранчу, Хомер шаље Лонија у град да доведе Хада на ранч и да му да своје мишљење. Лони, проналазећи Хада таман на време да преузме кривицу за Хадову везу са удатом женом, протестује што га је Хад довео у опасну ситуацију током повратка на ранч, док Хад приликом паркирања прегази Алмино цвеће. Код мртве животиње, Хад устрели неколико лешинара како би уплашио јато због протеста његовог оца да одржавају земљу чистом и да је пуцање на њих незаконито. Хад наводи свој имунитет на законе који му сметају, постављајући тон његовог свеукупног понашања. Хад је изнервиран одлуком његовог оца да позове државног ветеринара и предлаже да се животиње продају другим ранчерима пре него што се вест прошири; иначе, владини агенти ће побити сву стоку и уништити све за шта су радили. Он криви свог оца што није схватио да је јефтина мексичка стока била болесна пре него што ју је купио. Држећи се својих принципа, Хомер игнорише Хадову идеју и чека ветеринара. По доласку, државни ветеринар одмах издаје правно обавезујући налог за пренос стоке којим се налаже карантин ранча због могућег избијања слинавке и шапа. Ово спречава кретање све стоке на или са ранча Бенонових, док чекају резултате теста. Иако је свестан могућности банкрота ранча, Хомер пристаје.
Једне ноћи Хад изводи Лонија у бар, они се напијају и побеђују у тучи. Вративши се на ранч, он размишља о прошлости (када су Лонијев отац и он урадили исту ствар), откривајући своја осећања за смрт брата Нормана и хладноћу свог оца према њему. Када уђу у кућу, Хомер се супротставља Хаду, оптужујући га да покушава да исквари Лонија. Они се свађају, а Хад оптужује Хомера за лицемерје и љутњу на њега због Норманове смрти. Хомер одговара да је његово разочарање у Хада почело још пре несреће, да Хад не брине ни о коме осим о себи, и да „није способан за живот”. Повређен и љут, Хад узвраћа „Моја мама ме је волела, али је умрла” док одлази. Када Лони каже Хомеру да је био преоштар и да се и други људи понашају као Хад, он му одговара да ће једног дана морати да одлучи за себе шта је добро, а шта лоше.
Након што је сазнао од Лонија да Хад покушава да заузме ранч, Хомер се суочава са Хадом. Бесан због свог нарушеног наследства, Хад прети да ће Хомера прогласити правно неспособним како би могао да преузме ранч. Хомер каже свом сину да ће изгубити. Признаје да је направио грешке у подизању Хада и да је био престрог према њему. Када га Хад оптужи да има политику „обликуј или испусти”, Хомер се наглас пита како човек као што је Хад може бити његов син и одјури у своју собу. Хад, пијан, излази напоље и покушава да силује Алму пре него што јој Лони притекне у помоћ.
Када се за стадо открије да је позитивно на слинавку и шап, ветеринар наређује да се краве убију и закопају на ранчу под државним надзором како се болест не би ширила. Хад истиче да би могли да продају неке закупе за нафту како би ранч био профитабилан, али Хомер одбија јер се поноси само својим животињама, упркос својој погубној одлуци да купи мексичку стоку.
Државни ветеринар и његов помоћник долазе на ранч након што су убили већину Хомерове стоке, приметивши да су два бика још увек жива. Помоћник узима пушку и одлази из аутомобила са намером да их убије. Хомер га зауставља и говори му да ће се сам побринути за њих, будући да их је одгајао. Помоћник изражава своје сумње да ће Хомер урадити то. Тада Хад чврсто брани реч свог оца и каже му: „Он је управо рекао да хоће”.
Алма одлучује да напусти ранч. Након што је Лони остави на аутобуској станици, Хад је види док чека. Извињава се због пијаног напада, али не и због привлачности према њој, а памтио би је као „ону која је побегла”. Возећи се назад до ранча, Лони види свог деду како лежи на ивици пута након што је пао са коња током прегледа ранча. Хад се зауставља иза Лонија и упркос њиховим напорима, он умире.
Лонија одбија стричев третман Хомера и Алме и напушта ранч након сахране свог деде, не знајући да ли ће се икада вратити. Када каже Хаду да стави своју половину њиховог наследства у банку, његов стриц одговара да га Лони сада види исто као Хомер. Хад се враћа сам у кућу Бенонових.

## Улоге
- Пол Њуман као Хад Бенон, арогантни и себични син ранчера Хомера Бенона. Да би се припремио за улогу, Њуман је радио 10 дана на тексашком ранчу, спавајући у помоћној бараци.[3] За његов тексашки нагласак, тренирао га је Боб Хинкл, који је тренирао Џејмса Дина за његову улогу Џета Ринка у филму Џин.[4]
- Мелвин Даглас као Хомер Бенон, Хадов отац, Лонијев деда и власник ранча Бенонових.[5] Иако је Paramount био сумњичав при одлуци да га изабере због његовог срчаног стања, Мартин Рит је инсистирао да је он прави глумац за ту улогу.[6]
- Брендон де Вајлд као Лони Бенон, Хадов нећак тинејџер који га обожава. Де Вајлд, бивши дечји глумац, у то време је био најпознатији по својој награђиваној улози у филму Шејн.[7]
- Патриша Нил као Алма Браун, домаћица Бенонових. Рит је одлучио да узме Нилову (коју је упознао у Студију „Акторс”) јер је био импресиониран њеним наступом у епизоди „The Maggie Storm Story” серије Недодирљиви. Глумица је потписала за 30.000 долара;[5] иако је била трећа по заради и појавила се у свеукупно 22 минута филма, филм је имао велики утицај на њену каријеру.[8]
- Вит Бисел као господин Берис
- Крахан Дентон као Џеси
- Џон Ешли као Херми
- Вал Ејвери као Хозе
- Џорџ Питри као Џо Скенлон
- Керт Конвеј као Труман Питерс
- Шелдон Олман као господин Томпсон

## Продукција

### Развој
Након заједничког рада на другим пројектима, редитељ Мартин Рит и Пол Њуман су основали Salem Productions и ова компанија је склопила уговор о три филма са студијом Paramount. За свој први филм, Salem је ангажовао сценаристе, мужа и жену, Ирвинга Раветча и Харијет Френк Млађу, који су радили са Ритом и Њуманом на филму Дуго топло лето. Раветч је пронашао роман Ларија Макмертрија, Коњаник, прођи, у радњи на аеродрому током заустављања у Даласу и представио је пројекат Риту и Њуману након што је прочитао опис Хада Бенона. Партнери су се срели са Раветчом и Френковом у њиховој кући, одобрили пројекат, а они су прилагодили сценарио.
Иако се Мекмартријев роман фокусира на Лонија Бенона, Раветч и Френкова су проширили Хадов лик на главну улогу. Рит је желео да Хад буде антихерој који није жалио своје поступке на крају филма. Промењен је од Хомеровог посинка до његовог сина, а лик Хомерове жене је елиминисан. Њуман и Рит су првобитно назвали пројекат Дивља жеља, а затим су уследили наслови Победници, Хад Бенон против света, Хад Бенон и на крају Хад. Раветч и Френкова су пратили Рита и Њумана у предпродукцији, кастингу и дизајну реклама.
Рит је тражио да се лик домаћице (првобитно црнкиње Халме) преименује у Алму и да је игра бела глумица, јер је мислио да веза између Хада и црнкиње неће функционисати. Према Раветчу и Френковој, „Ни амерички вестерн филмови ни америчко друштво тада нису били сасвим спремни за то”. Иако је Халма у роману нападнута од стране Хада, Раветч и Френкова су додали Лонијеву интервенцију како би „нагласили” његов значај и задржали Хада „људским”, а не „потпуно и поједностављено злим”. Да би се нагласила насилност сцене, Хадова грубост је допуњена употребом сенки, док је камера била причвршћена на Њумановим леђима како би се створио „угао гледања публике” док је јурио Нилову. Филмска критичарка Полин Кејл описала је наступ Нилове као „можда први еквивалент беле црнкиње”.
Сниматељ Џејмс Вонг Хау снимио је филм у црно-белој боји како би „појачао његове драматичне сцене”. Филм је снимљен Panavision камерама, а Хау је користио висок контраст са неуравнотеженим светлим и тамним тоновима. Нагласио је бело тло и ведро небо, чинећи сенке црним. Тамне тонове су „надјачали” светли, стварајући осећај „бесконачног простора”. За лица и структуре, Хау је користио светлост рефлектовану од земље. Контраст између окружења и објеката који су силуетирани на позадини пружа осећај дубине. Ритов биограф, Карлтон Џексон, написао је да је у овом филму „сценографија постала део самог тематског развоја”. Према часопису Texas Monthly, „Хауов строги приказ тексашких пејзажа [...] остаје једно од најизразитијих задовољстава филма”.

### Снимање
Филм је сниман током периода од четири недеље у тексашком Пенхендлу и његовој околини, користећи град Клод као поставку. Снимање на локацији почело је 21. маја 1962. и завршено је до друге недеље јуна. Сцене на отвореном снимане су на ранчу Гуднајт. Да би избегли прекорачење распореда снимања због временских услова, глумци су морали да откажу две сцене првобитно планиране за локацију на којој би се појавили људи из Клода и Амарила. Остале сцене су снимане на звучним позорницама студија Paramount у Холивуду са почетком од прве недеље јула. Филм је завршен 1. августа 1962. године. Сцена са хватањем свиња, коју је написао тренер дијалекта Боб Хинкл, заменила је игру софтбола у оригиналном сценарију; Хинкл је глумио спикера у овој сцени. За снимање сцене убијања стоке, Хумано друштво САД било је присутно како би пратило поступање са животињама. Стадо је попрскано неком супстанцом како би изгледало болесно, а за ноге говеда везани су банџи конопци. Углове камере су уредили Рит и Хау да би се избегло приказивање угинућа стоке. Када би човека приказали како пуца, камера би се пребацила на стоку; посада је протресла конопце, стварајући ефекат пуцања у стадо. Током снимања на локацији, Њуман и де Вајлд су често мењали хотелске собе због обожаватељки које су их пратиле.
Елмер Бернсштајн је користио оскудне аранжмане за филмску музику; у својој партитури, Бернштајн је „инсинуирао” природне звукове „потресним жицама на гитари”. Variety је назвао ову тему „виталном и вредном пажње”“, као и „тмурном, жалосном и слутећом”.
Џон Ешли је имао значајнију улогу, али је она углавном уклоњена током процеса монтаже.
Буџет филма је био 2,35 милиона долара, а студијски руководиоци били су незадовољни филмом. Сматрали су да је превише мрачан и били су незадовољни црно-белом кинематографијом и Хадовим недостатком кајања и непромењеног понашања. Иако је Мартин Ракин тражио од Рита да промени крај филма, Њуман и он су одлучили да задрже оригинални. Након што је филм претпрегледан, Paramount је размишљао о одустајању од пројекта, сматрајући да није „довољно комерцијалан”, али је Рит одлетео у Њујорк и убедио руководиоце да издају филм неизмењен. На рекламним постерима, са Њуманом у плавим фармеркама у „сугестивној пози целом дужином”, стоји: „Пол Њуман је „Хад!... Човек са душом бодљикаве жице”.

## Издање и пријем
Филм је био похваљен током премијере на 24. Међународном филмском фестивалу у Венецији. Након општег објављивања 29. маја 1963, филм је зарадио 10 милиона долара на домаћим благајнама, зарадивши 5 милиона долара од изнајмљивања у биоскопима. Био је 19. филм са највећом зарадом године. Часопис Life је назвао филм „очаравајућим—скоро сјајним—филмом“, описујући глуму Пола Њумана као „беспрекорног”. Outlook  је написао да су четири главна члана глумачке екипе глумила „сјајно”; Њуман „повремено говори са непријатним назалним звуком, али је очигледно прикладан за ту улогу”. Описали су наступ Мелвина Дагласа као „беспрекоран”, а Брендона де Вајлда као „[успешног] у чињеници да делује несигурно у себе” и похвалили изражајност Патрише Нил. Time је глуму назвао „сјајном”, а Хауову фотографију да „доводи тексашки Пенхендл у прашњави, знојави живот”. The New York Times, у позитивној рецензији, изјавио је да је Ритова режија имала „моћно реалистичан стил” и назвао сценарио „одличним”. Такође су Њуманову глуму назвали „невероватном”, Дагласову „величанственом”, де Вајлдову „елоквентном чистом, модерном младалачком”, а Патришу Нил „сјајном”. Рецензија је такође похвалила „одличан” рад камере Џејмса Вонга Хауа и „дирљиву” музику Елмера Бернштајна. Variety је назвао филм „тесним промашајем”; сценарио не успева да „луцидно филтрира своје значење и тему кроз своје ликове и причу”, иако је наступ четворо главних глумаца назвао „одличним”.
Кроз лик Хада, Рит и Њуман су намеравали да покажу исквареност модерног капитализма и грешке слепог дивљења појединцу, без посматрања његовог карактера. Критичари, међутим, нису универзално подржавали овај став. Рецензија часописа Life описује Хада као „допадљивог, паметног и [са] потенцијалом да се мери са својим чврстим, часним оцем”, а Saturday Review га је назвао „шармантним, насилним чудовиштем”. Према часопису Outlook, „Хад Бенон је зао, бескрупулозан човек који никада није имао ни трен грижњи савести или се предомисли”; у завршној сцени, Хад „доводи хлад у свет доброте и пристојности”. Полин Кејл је у почетку описала филм као „анти-вестерн”; назвала га је „антиамеричким филмом”, који је „тако лукаво направљен, а опет такo неуредан да је (био) искупљен својим фундаменталним непоштењем”.
Критичар Los Angeles Times-а, Џон Л. Скот, сматрао је да је филм „запањујућ, понекад бриљантан, горак поглед на живот у сировом стању”. Рецензент је описао однос између Хада и Хомера и утврдио да се „два сата ове врсте сукоба могу показати неукусним”, али је додао да су „живописне изведбе” и „неки физички посао” Рита „дефинитивне заслуге које су претвориле филм у упијајуће, иако забрињавајуће, филмско искуство”. Скот је прокоментарисао да у филму „Њуман даје једну од својих најбољих улога”. У међувремену, сматрао је Дагласову глуму „моћним, мучним портретом”. Похвалио је „развратни хумор” Нилове која „комбинује суморност и привлачност на прилично диван начин”, и назвао је дде Вајлда „добрим избором за његову улогу”. Рецензент је Хауа хвалио као „већ дуго једног од најбољих, са фином фотографијом”. New York Daily News оценио је филм са четири звездице, пошто су сматрали да је филм „редак, реалистичан филм о стварним људима, тврдим, тврдоглавим тексашким сточарима, несентиментална драма и бескомпромисан у затегнутим односима”. Новине су утврдиле да је Рит „направио филм у којем нема ништа лоше” и да је „приповедао у свом најбољем издању”. Наступи Њумана, де Вајлда, Дагласа и Нилове поздрављени су као „униформисано савршенство”, док је у рецензији додато да „играју ове јаке људе као да су их проживели”. Колумна је закључила да је Хад „вестерн ретке сорте, модеран и ефективно драматичан”.
The Philadelphia Inquirer је написао да би називање филма „вестерном” ставило „веома специфичну причу у веома општу категорију”. Рецензент Хенри Мердок је сматрао да је Хад имао „сам веома индивидуалистички, застрашујући приступ”. Рецензија је изразила да је „испуњен добрим наступима” и да Рит „може учинити расположење једнако важним као и акцију”. Мердок је похвалио Њуманов и Дагласов наступ као „сјајан антагонистички”, док је приметио и де Вајлдову „интуицију за улогу”. Међутим, рецензија се фокусирала на изглед Нилове који је рецензент сматрао „таквом храброшћу и јасноћом, таквим разумевањем Хадовог карактера” да је Мердок „желео да прекрши сва правила критичара аплаудирајући њеном сјајном наступу”. Chicago Tribune је понашање главног лика приписао као „један од разлога за моћ овог филма, поред неких супериорних перформанса, то што не даје лаке одговоре”. Њуманова интерпретација, која је улогу третирала на „тињајући, разбијајући начин” сматрана је „моћном”. Дагласова глума сматрана је „савршеним додиром правог професионалца”, док је де Вајлд нудио „невиност и рањивост без и најмањег трага љупкости”. Рецензија је завршена похвалом Ритовој „бескомпромисној причи са економском ефикасношћу”.
Miami Herald је похвалио филм, пошто је сматрао да је Рит произвео „сјајне перформансе из своје првокласне глумачке екипе”. Критичар Џек Андерсон је поздравио адаптацију која је понудила „добро избалансиран сценарио” и „вешто вођен међуоднос његових ликова”. У међувремену, описао је Хауов приказ тексашког Пенхендла као „ефикасност везивања чини”. Док је Андерсон сматрао да је прича „депресивна”, он је изјавио да је „тако добро испричана и одглумљена да превазилази своју емоционалну мрачност да би је учинила потпуно фасцинантном за гледање”. The Kansas City Star је фаворизовао Њуманов „огромни домет и дубину”. Рецензент је осетио да је Хад било „сличан животу”, као што на крају „Ништа није решено, није извојевана права победа и нико од учесника не пролази кроз велику промену карактера или личности”. За овог рецензента, Нилова је показала „духовитост и привлачност”, а де Вајлд је деловао „незрело, а ипак мудро; жељно, а опет уздржано”. Публикација је свој позитиван пријем приписала сценарију, као и Ритовој интерпретацији материјала. У њој је Ритов правац описан као „изградња тензије, а затим брза промена корака како бес расте”. За рецензента, Хад је „знатно побољшан употребом црно-белог формата”, док је додао да су ликови „толико витални” да би „фотографија у боји можда пренагласила општи тон”.
Иако је Хад замишљен као споља шармантан, али морално одбојан лик, публика, посебно млади, сматрала га је симпатичним, чак достојним дивљења. Пол Њуман је рекао: „Мислили смо да би [последње] што би људи урадили било да прихвате Хада као херојског лика... Његова аморалност је једноставно прешла преко главе [публике]; све што су видели је била ова западњачка, херојска индивидуа”. Мартин Рит је касније интерпретацију лика публике приписао контракултури 1960-их која је „променила вредности” младе публике која је Хада видела као хероја.
Године 2018, Конгресна библиотека је одабрала овај филм за чување у Националном регистру филмова Сједињених Држава због „ културолошког, историјског или естетског значаја”.

### Каснија евалуација у филмским водичима
Филмски водич Леонарда Малтина дао је филму четири од четири звездице. Малтин га је назвао „Одличном причом о моралној деградацији, са беспрекорним наступима свих”. Филмови на ТВ-у Стевена Х. Шојера такође су дали филму четири од четири звездице; Шојер га је назвао „неопходним за љубитеље филмске драме” и рекао да је глумачка екипа „сјајна”. У Филмском и видео водичу Лесли Халивел дала је филму четири од четири звездице, назвавши га „јединственим”. AllMovie је дао филму пет од пет звездица, назвавши га „упозорењем за шездесете” и рекавши да ће се његов „генерацијски сукоб показати као далековидан”. Похвалио је Хауову кинематографију, која је филму дала „аутентичан вестерн осећај”.

### Награде и номинације
| Награда                                       | Категорија                       | Номиновани                                                     | Резутат    | Реф.   |
| --------------------------------------------- | -------------------------------- | -------------------------------------------------------------- | ---------- | ------ |
| Оскар                                         | Најбољи режисер                  | Мартин Рит                                                     | Номинација | [ 55 ] |
| Оскар                                         | Најбољи глумац                   | Пол Њуман                                                      | Номинација | [ 55 ] |
| Оскар                                         | Најбоља глумица                  | Патриша Нил                                                    | Освојено   | [ 55 ] |
| Оскар                                         | Најбољи споредни глумац          | Мелвин Даглас                                                  | Освојено   | [ 55 ] |
| Оскар                                         | Најбољи адаптирани сценарио      | Ирвинг Раветч и Харијет Френк Мл.                              | Номинација | [ 55 ] |
| Оскар                                         | Најбоља сценографија – црно-бела | Хал Переира, Тамби Ларсен, Самјуел М. Комер и Роберт М. Бентон | Номинација | [ 55 ] |
| Оскар                                         | Најбоља фотографија – црно-бела  | Џејмс Вонг Хау                                                 | Освојено   | [ 55 ] |
| Награда америчких биоскопских монтажера       | Најбоље монтирани филм           | Френк Брахт                                                    | Номинација | [ 56 ] |
| Награде БАФТА                                 | Најбољи филм                     | Најбољи филм                                                   | Номинација | [ 57 ] |
| Награде БАФТА                                 | Најбољи страни глумац            | Пол Њуман                                                      | Номинација | [ 57 ] |
| Награде БАФТА                                 | Најбоља страна глумица           | Патриша Нил                                                    | Освојено   | [ 57 ] |
| Награда Удружења режисера Америке             | Најбољи режисер                  | Мартин Рит                                                     | Номинација | [ 58 ] |
| Награде Златни глобус                         | Најбољи филм – драма             | Најбољи филм – драма                                           | Номинација | [ 59 ] |
| Награде Златни глобус                         | Најбољи глумац – драма           | Пол Њуман                                                      | Номинација | [ 59 ] |
| Награде Златни глобус                         | Најбољи споредни глумац          | Мелвин Даглас                                                  | Номинација | [ 59 ] |
| Награде Златни глобус                         | Најбоља споредна глумица         | Патриша Нил                                                    | Номинација | [ 59 ] |
| Награде Златни глобус                         | Најбољи режисер                  | Мартин Рит                                                     | Номинација | [ 59 ] |
| Награде Ловор                                 | Најбоља драма                    | Најбоља драма                                                  | Освојено   | [ 60 ] |
| Награде Ловор                                 | Најбољи глумац                   | Пол Њуман                                                      | Освојено   | [ 60 ] |
| Награде Ловор                                 | Најбоља глумица                  | Патриша Нил                                                    | Освојено   | [ 60 ] |
| Награде Ловор                                 | Најбољи споредни глумац          | Мелвин Даглас                                                  | Освојено   | [ 60 ] |
| Награде националног филмског савеза САД       | Топ десет филмова                | Топ десет филмова                                              | 4. место   | [ 61 ] |
| Награде националног филмског савеза САД       | Најбоља глумица                  | Патриша Нил                                                    | Освојено   | [ 61 ] |
| Награде националног филмског савеза САД       | Најбољи споредни глумац          | Мелвин Даглас                                                  | Освојено   | [ 61 ] |
| Национални одбор за презервацију филма        | Национални регистар филмова      | Национални регистар филмова                                    | Inducted   |        |
| Награда Удружења њујоршких филмских критичара | Најбољи филм                     | Најбољи филм                                                   | Номинација |        |
| Награда Удружења њујоршких филмских критичара | Најбољи режисер                  | Мартин Рит                                                     | Номинација |        |
| Награда Удружења њујоршких филмских критичара | Најбољи глумац                   | Пол Њуман                                                      | Номинација |        |
| Награда Удружења њујоршких филмских критичара | Најбоља глумица                  | Патриша Нил                                                    | Освојено   |        |
| Награда Удружења њујоршких филмских критичара | Најбољи сценарио                 | Ирвинг Раветч и Харијет Френк Мл.                              | Освојено   |        |
| Филмски фестивал у Венецији                   | Златни лав                       | Мартин Рит                                                     | Номинација |        |
| Филмски фестивал у Венецији                   | Награда                          | Мартин Рит                                                     | Освојено   |        |
| Наградe Удружења сценариста Америке           | Најбоље написана америчка драма  | Харијет Френк Мл. и Ирвинг Раветч                              | Освојено   | [ 62 ] |

## Очување
Филмска архива Академије сачувала је филм 2005. године. Године 2018, Конгресна библиотека је одабрала филм за чување у Националном регистру филмова Сједињених Држава због „културолошког, историјског или естетског значаја”.